# Rue Ernest Solvay (Liège)
Ne doit pas être confondu avec Rue Ernest Solvay.
La rue Ernest Solvay est une artère de la ville de Liège (Belgique) qui va de la place du Général Leman dans le quartier administratif des Guillemins à la rue des Martyrs, dans le quartier administratif de Sclessin. Avec une longueur d'environ 3 340 m, il s'agit d'une des plus longues rues de la ville de Liège.

## Histoire
La rue est antérieure au XVIIIe siècle. Jadis, elle s'appela le Chemin-Neuf puis la Chaussée du Prince ou encore Nouvelle chaussée de Dinant. Ce fut longtemps une section de la principale voie de communication en rive gauche de la Meuse entre Liège et Huy. Après la fusion des communes, la rue actuelle a aussi englobé les anciennes rues du Val-Benoît à Liège et Louis Pasteur à Sclessin.

## Odonymie
Cette rue rend hommage à Ernest Solvay, né le 16 avril 1838 à Rebecq-Rognon et mort le 26 mai 1922 à  Ixelles, chimiste et un industriel belge, fondateur de  Société Solvay & Cie et grand mécène de la recherche scientifique de son époque. Par ailleurs, il existe aussi un boulevard Ernest Solvay situé dans la ville de Liège.

## Description
Cette très longue rue (3 340 m) suit à distance (entre 100 et 300 mètres) la rive gauche de la Meuse en traversant plusieurs quartiers ou lieux de la ville de Liège. Partant de la place du Général Leman, la rue se glisse sous le large pont ferroviaire, sert d'accès à l'autoroute A602 via un rond-point, longe le site du Val-Benoît puis se dirige après un second rond-point vers le quartier de Sclessin qu'elle traverse complètement non sans passer à côté du pont d'Ougrée et du stade de Sclessin. Elle longe longtemps la ligne de chemin de fer 125.

## Architecture
Au no 259, se situe la villa Henot réalisée dans le style éclectique en 1888. Elle se trouve en retrait de la route derrière un jardinet grillagé.

## Voies adjacentes
- Place du Général Leman
- Avenue Émile Digneffe
- Rue de Namur
- Rue Mandeville
- sous l'Avenue des Tilleuls
- sortie 37 de l'autoroute A602
- Rue Armand Stévart
- Rue de la Canonnerie
- Rue du Laminoir
- Rue de la Préfecture
- Rue Schlemmer
- sous le pont des Modeleurs
- Rue de l'Île-Coune
- Rue de Jemeppe
- Rue de l'Île-aux-Corbeaux
- Rue des Pampres
- Rue du Centre
- Rue de la Scierie
- Rue de l'Avenir
- Rue de l'Avouerie
- Rue de Berloz
- Pont d'Ougrée
- Rue de la Centrale
- Rue de Souvret
- Rue Gilles Galler
- Verte Voie
- Rue de la Barge
- Rue des Martyrs